# Archives départementales de La Réunion
Pour les articles homonymes, voir ADR.
Les archives départementales de La Réunion (ADR) sont l'institution publique chargée de collecter les archives, de les classer, les conserver et les mettre à la disposition du public, à des fins de preuve et de recherche historique.  Elles conservent la majorité des archives publiques et privées produites dans le  département d'outre-mer français de La Réunion, depuis le premier peuplement de l'île au XVIIe siècle et jusqu'à nos jours, quels qu'en soient les institutions productrices et le support physique (sources écrites, mais aussi iconographiques, sonores et électroniques)
Le département est en France le niveau territorial désigné depuis la Révolution française pour la conservation des archives publiques et privées, afin de ménager un accès convenable aux archives pour le public et les institutions utilisatrices. Cette compétence territoriale est inscrite dans la loi : 
- Code général des collectivités territoriales, Titre II Dispositions  propres à certains services publics locaux, Chapitre Ier (Services culturels des collectivités territoriales, Section 1 (Archives), Articles L1421-1, L1421-2 et L1421-3
- Code du patrimoine, Livre II Archives

À ce titre, les Archives départementales de La Réunion sont rattachées au Conseil général de La Réunion.
L'expression « Archives départementales » désigne aussi le bâtiment où les archives sont conservées et peuvent être consultées (4, rue Marcel-Pagnol, 97490, Champ Fleuri Sainte-Clotilde)

## Histoire
Par l’ordonnance organique du 21 août 1825 réorganisant la colonie (Ordonnance du 21 août 1825, art. 132), les archives sont placées sous la tutelle du Contrôleur colonial, un haut-fonctionnaire chargé de la surveillance générale de l’administration.
A cette époque, les archives seront une fois de plus déplacées dans un immeuble appartenant au Contrôle colonial à Saint-Denis où elles resteront plus d’un siècle jusqu’en 1939.
Lors d’une séance du Conseil Général en décembre 1860, l’un des membres s’alarme devant ses collègues de l’état des archives :
«  Beaucoup de pièces très importantes ont disparu, les autres sont classées d’une manière tellement imparfaites qu’il est difficile de les retrouver. 
Leur installation matérielle laisse aussi à désirer. Leur traitement est laissé aux soins du chef de bureau du contrôle (…) qui ne peut s’en occuper d’une manière suivie. »
Moins d’un an plus tard le gouverneur Darricau crée le 5 septembre 1861 par arrêté le poste d’« archiviste colonial » qui sera confié à un commissaire-adjoint de marine à la retraite : Marcel  Voïart.
Ses attributions sont cependant encadrées car il n’a pas le droit d’agir sans l’aval d’une « commission des archives ».
Cette commission est habilitée à établir un plan de classement et un inventaire des pièces archivées. Mais elle décide également de ce qui doit être officiellement archivé et de ce qui peut être détruit « sans inconvénient pour les traditions du pays et les besoins du service ». 
Cent soixante exemplaires complets de l’ouvrage intitulé « Législation de l’île Bourbon » de Delabarre de Nanteuil ont été brûles en 1862…
En 1871, à l’abrogation du service de Contrôle colonial, l’archiviste colonial est placé sous l’autorité du secrétaire  de la Direction de l’Intérieur. Il perd la gestion des archives du gouverneur confiées à un secrétaire-archiviste.
Pour des raisons budgétaires, le poste d’archiviste colonial est supprimé en 1906. Le secrétaire-archiviste chargé des archives du gouverneur récupère la fonction. Les archives coloniales et leur dépôt tombent petit à petit à l’abandon.
Un poste d'archiviste-conservateur est créé en 1911, le dépôt est déplacé dans la rue de Paris au Musée d’Art de Saint-Denis. Ce poste créé est attribué à Adrien Merlo.
En 1912, à son ouverture au public, le « musée archives » sera baptisé Musée Léon Dierx.
En 1919, le poste d’archiviste colonial supprimé en 1906 est rétabli au profit du même Adrien MERLO qui prend la fonction de conservateur-archiviste et l’exercera pendant vingt ans.
A la veille de la Seconde Guerre, en 1939, Eugène Massinot succède à Adrien Merlo et les archives coloniales déménagent dans un nouveau bâtiment voulu par le gouverneur Truitard. Il est à l’angle de la rue Jean-Chatel et de la rue Roland-Garros et accueillera également la Bibliothèque coloniale. Quand Eugène Massinot sera mobilisée pour la guerre, Maurice Monteil, professeur, puis Albert Lougnon, historien et docteur-ès-lettres, assureront l’intérim.
Le 6 et le 7 avril 1945, l’œil d’un cyclone de 200 km/h passe droit sur l’île, le toit du bâtiment des archives ne résistera pas. Ce cyclone mémorable occasionnera 300 millions de francs de dégâts à la colonie et la perte inestimable d’un grand nombre de documents anciens endommagés à jamais. 
À la suite de la loi du 19 mars 1946 dite de Départementalisation, un décret gouvernemental en date du 28 juin 1947 étend aux nouveaux DOM la législation nationale sur les archives. Les Archives de La Réunion rejoignent dans leur statut les Archives départementales de France.
Le 23 septembre 1952, Yves Pérotin, archiviste-paléographe, diplômé de l'École des chartes, prend en tant qu’archiviste-en-chef le poste de directeur des Archives départementales de La Réunion.
Il structurera l'institution, formera sa première équipe au sein de laquelle Urbain Lartin, archiviste-documentaliste qui sera le directeur-adjoint du service pendant trente-huit ans.
Yves Pérotin rédige à partir de son expérience réunionnaise le premier manuel d'archivistique tropicale en français.

## Dates principales
- 1946 : Création des archives départementales de La Réunion, auprès du préfet de La Réunion. Remise des archives anciennes autrefois confiées à l'inspecteur colonial et débuts de la collecte régulière des archives publiques.
- 1971: Inauguration du nouveau bâtiment des archives départementales à Saint-Denis, rue Hippolyte-Foucque, à proximité de l'université de La Réunion.  Propriété du CROUS depuis 2001, ce bâtiment a été rasé en 2010 pour laisser place à des logements universitaires.
- 1er janvier 1986 : Décentralisation des archives départementales, qui passent sous la tutelle du département. Avec les bibliothèques départementales de prêt, il s'agit du seul cas de décentralisation culturelle enregistré à l'époque : ces deux services viennent constituer des compétences obligatoires des départements en matière culturelle (lecture publique et conservation des archives publiques et privées). Le directeur des archives départementales conserve l'exercice des missions d'État (contrôle scientifique et technique sur les archives publiques de l'État et des collectivités locales dans tout le département).
- 10 septembre 2001 : Ouverture au public du nouveau bâtiment des archives départementales à Champ Fleuri (Saint-Denis), construit de 1999 à 2000.

## Liste des directeurs
Les services d'archives départementaux sont dirigés par des conservateurs du patrimoine (Ministère de la culture et de la communication), en application des dispositions du Code du patrimoine, Livre II, art. L 212-9.  
- Yves Pérotin † (1952-1958)
- André Scherer † (1958-1971)
- Annie Lafforgue (1972-1976)
- Michel Chabin (1976-1982)
- Marie-Claude Buxtorf (1982-1987)
- Urbain Lartin † (1988-1989, intérim)
- Benoît Jullien (juillet 1989-juillet 2001)
- Nadine Rouayroux (16 décembre 2001-31 août 2014)
- intérim, septembre 2014-mars 2015 : Lise di Pietro, conservateur territorial
- Damien Vaisse (avril 2015-2022)
- Emmanuelle Giry (depuis 2023)

## Champ de compétence
Les archives départementales de La Réunion ont pour mission de :
- collecter : recueillir les archives produites par les administrations et les services de l'État dans l'île (dont les études notariales), les entreprises, les associations et les particuliers (archives publiques et privées) ; plus de 300 mètres d'archives nouvelles entrent chaque année aux Archives départementales de La Réunion
- conserver : protéger les archives sous toutes leurs formes (tous supports) confiées à leur garde pour transmettre ce patrimoine  aux futures générations ;
- classer, identifier et ordonner : assurer l'identification, la mise en ordre et la description des documents d'archives en réalisant des instruments de recherche pour retrouver facilement l'information et les documents ;
- communiquer : gérer une salle de lecture de quarante-huit places pour permettre la consultation des archives (consultation gratuite, sur inscription individuelle) ; assurer les recherches administratives et historiques qui leur sont adressées par les particuliers et les administrations ; effectuer les reproductions de documents pour le public (respect des règles de conservation et de consultation, du droit de la propriété intellectuelle). NB : les services d'archives publics ne sont pas tenus d'effectuer les recherches généalogiques pour le public.
- promouvoir : proposer des documents, des expositions, des séances pédagogiques pour les scolaires, des conférences (cycle annuel "20 décembre" : ) ; participer aux manifestations culturelles (journées du Patrimoine) et aux entreprises de recensement et de diffusion des sources de l'histoire (par ex. :  Guide des sources de la traite négrière, de l'esclavage et de leurs abolitions, avril 2007 ; Base de données BORA-PHOTO, décembre 2007 ; Guide des sources de la recherche en  sciences humaines, décembre 2007) ; l'Iconothèque historique de l'océan Indien (IHOI), banque d'images patrimoniales en ligne, proposée par le département de La Réunion, en collaboration avec des partenaires publics et privés.
- contrôler et conseiller : veiller à ce que les administrations, les collectivités, les associations et les particuliers réunionnais protègent et sauvegardent le patrimoine que représente leurs archives (aide et conseil, contrôle scientifique et technique).

## Fonds d’archives et documents conservés

### Généralités
Comprenant les archives des services de la Compagnie des Indes établis à l'île Bourbon (jusqu'en 1764), celles des administrations royales jusqu'à la Révolution (intendance, gouverneur, notaires, tribunaux, etc.), celles des administrations révolutionnaires et impériales, celles des différents conseils et institutions de la colonie (dont le très important fonds du gouverneur de La Réunion jusqu'en 1946), et les fonds d'archives des administrations publiques jusqu'à nos jours, les fonds des archives départementales de La Réunion possèdent un intérêt historique allant largement au-delà du cadre géographique du département chef-lieu de région qui constitue sa compétence territoriale.
Les Archives départementales de La Réunion conservent également de nombreux fonds d'archives privées (archives familiales, compagnies sucrières, Rotary, Banque de la Réunion, Chemin de fer de La Réunion, etc.), une bibliothèque historique et administrative (La Réunion et océan Indien), des collections de presse de référence (périodiques publiés à La Réunion) et de riches collections iconographiques (La Réunion, océan Indien, côte d'Afrique, canal de Suez, Messageries maritimes, Nouvelle-Calédonie).

### Principaux fonds
Les dossiers et documents d'archives ne sont pas classés par sujet, mais répartis suivant le cadre de classement des Archives départementales, dans différentes séries en fonction de leur provenance  (principe du respect des fonds d'archives) ou de leur support.
Le cadre de classement des archives départementales est un outil fondamental  de travail 
pour la gestion des archives : il permet à la fois de répartir les archives par grands ensembles cohérents et de formuler la référence officielle que vont porter documents et dossiers (C°+ numéro de boîte pour le fonds de la Compagnie des Indes ; 4 J 1 pour la première liasse du fonds Joseph Hubert, etc.) 
de recherche pour le public : il permet de formuler sa recherche et de s'orienter rapidement vers les ensembles de documents les plus pertinents.
Ce cadre de classement est appliqué dans tous les services d'archives départementaux. Il est constitué de subdivisions nommées "séries" (ex. série M : Archives du gouverneur et de ses services) et "sous-séries" (ex. Sous-série 1 M : Administration générale de la colonie)
Les cadres de classement peuvent présenter des particularités liées à l'histoire propre du territoire qu'ils couvrent (séries d'archives sans objet, non constituées, limites chronologiques, archives d'organismes aujourd'hui étrangers, etc.).
Les instruments de recherche disponibles sont partiellement publiés en ligne sur les pages consacrées aux Archives départementales de La Réunion sur le site du Conseil départemental, dans la rubrique "Les fonds" (format PDF). 

#### Archives publiques antérieures à 1946
- série A : sans objet (série non constituée). Voir série C°.
- série B : sans objet (série non constituée). Voir série C°.
- série BL (série non réglementaire) :  Archives judiciaires, essentiellement procédures en vrac (XVIIe – XIXe siècle), à intégrer dans les séries C°, L et U suivant les juridictions et les époques concernées
- série C° : Fonds de la Compagnie des Indes, 1665-1767
- série C :  Fonds de la période Royale, 1767-1789
- série D : sans objet (série non constituée)
- série E :  Féodalité, communes, bourgeoisie, familles, notaires
- série 3 E : Minutes et archives notariales, XVIIe – XIXe siècle (toutes périodes)
- série 4 E : Registres d'état civil
- série F : sans objet (série non constituée)
- série G : sans objet (série non constituée)
- série H : sans objet (série non constituée)
- série K : Lois et actes du pouvoir central, 1789-1947, arrêtés et décisions des gouverneurs, archives des conseils, 1815-1947
- série L : Révolution, Empire, Régime anglais, 1789-1815
- série M : Fonds du gouverneur de La Réunion (administration générale et économie, 1815-1946)
- série N : Administration et comptabilité coloniale
- série O : Administration et comptabilité communales, vicinalité, dons et legs
- série P : Finances. Cadastre. Postes. Établissements de crédit
- série Q : Domaines. Enregistrement. Hypothèques
- série R : Affaires militaires, organismes de temps de guerre
- série S : Travaux publics, chemin de fer, ports, inscription maritime
- série T : Instruction publique
- série U : Juridictions (1815-1958). N.B. Seulement tribunal de Grande Instance et Cour d'Appel de Saint-Denis
- série V : Cultes (1815-1946)
- série X : Administration hospitalière, bureaux de bienfaisance, assistance et prévoyance sociale
- série Y : Administrations pénitentiaires
- série Z : sans objet (série non constituée)

#### Archives publiques postérieures à 1946
- série W : Série continue accueillant les archives publiques de toute provenance postérieures à 1946 (ou 1958 pour les documents judiciaires de la série U). Les instruments de recherche mis à disposition du public sont présentés par administration productrice des archives. Un état des versements par administration est également mis à disposition du public et régulièrement actualisé au fur et à mesure que de nouveaux documents entrent aux Archives départementales (une cinquantaine d'entrées par an, environ 300 mètres linéaires de dossiers).

#### Archives publiques déposées
- série EDt : Archives communales déposées aux archives départementales de La Réunion
- série HDt : sans objet (série non constituée)

#### Archives d'origine privée
- série  J  : Fonds et pièces isolées (dans l'ordre des acquisitions, 1 J), fonds privés divers (dans l'ordre d'arrivée, 2 J et suivants), notamment :
- sous-série 2 J : Fonds J. B. Richard (affaires malgaches, 1862-1863, 1883 et 1895-1896)
- sous-série 3 J : Collection Gilles François Crestien, notaire de Saint-Paul, érudit local (dont Fonds Emile Grimaud, caricaturiste, XIXe). Les dessins de Grimaud ont été donnés au musée Léon-Dierx en 1911.
- sous-série 4 J : Fonds Joseph Hubert, botaniste et naturaliste (1747-1825)
- sous-série 5 J : Fonds de l'ingénieur chimiste Joseph Martial Wetzell (Arras, 1794-Saint-Denis, 1857)
- sous-série 6 J : Fonds Émile Trouette, historien
- sous-série 7 J : Fonds Marius et Ary Leblond (archives ; éditions cotés en LEB)
- sous-série 8 J : Collection des mémoires et thèses non imprimés d’étudiants remis aux Archives départementales de La Réunion
- sous-série 9 J : Collection de documents historiques donnée au Département de La Réunion par l’Association pour le développement des musées d’outre-mer (ADEMOM)
- sous-série 10 J : Fonds des notaires de l’île Maurice
- sous-série 11 J : Fonds de la Compagnie française de sucrerie (CFS), héritière du crédit foncier colonial (années 1930-1977), troisième sucrier français lors de sa vente par la Compagnie de navigation mixte, filiale de Paribas en juin 1996 à Eridania-Béghin-Say
- sous-série 12 J : Fonds Marius Rubellin (1863-1940), introducteur du cinématographe à La Réunion (1889, 1897-1898)
- sous-série 13 J : Fonds Pipon Adam, société commerciale de l’île Maurice
- sous-série 14 J : Fonds de la Ligue réunionnaise de football
- sous-série 15 J : Fonds Zadvat, entreprise de commerce
- sous-série 16 J : Fonds Marcel Bourgeret, expert judiciaire (XXe)
- sous-série 17 J : Fonds du Mémorial de La Réunion (dossier d’édition du Mémorial).
- sous-série 18 J : Fonds de la SEGEFOM, entreprise de travaux publics à La Réunion (repris par GTOI)
- sous-série 19 J : Fonds Jean Poirier ("Archives orales réunionnaises")
- sous-série 20 J : Collection des monographies de l’École normale de Saint-Denis
- sous-série 21 J : Collection des monographies d’entreprises (mémoires de stages d’étudiants de l’École supérieure de commerce)
- sous-série 22 J : Fonds Venner de Sigoyer (archives Bernardy de Sigoyer, branche du 6e enfant de Pierre Amable de Bernardy de Sigoyer)
- sous-série 23 J : Fonds de l’avoué Sauger
- sous-série 24 J  : Fonds des Messageries maritimes (délégation réunionnaise), années 1860-1970.
- sous-série 26 J  : Fonds Jean Joseph et Amédée Patu de Rosemont, premiers illustrateurs de l'Île Bourbon, (1798-1844)
- sous-série 27 J : Fonds de l’architecte Jean Bossu (cabinet de La Réunion   : réalisations réunionnaises), XXe siècle. Ce fonds est complémentaire du fonds Jean Bossu (192 Ifa), conservé au Centre d'archives de la Cité de l'architecture et du patrimoine (Paris).
- sous-série 28 J : Fonds de l'architecte Jacques Zahar
- sous-série 29 J : Collection de photocopies (Sous-série définitivement close)
- sous-série 30 J : Fonds Emile Hugot (1904-1993), ingénieur de l'École Centrale, créateur du groupe  des Sucreries de Bourbon.
- sous-série 31 J : Fonds de l'Académie de La Réunion
- sous-série 33 J : Fonds du Rotary
- sous-série 34 J : Fonds des assurances Mancini
- sous-série 35 J : Collection des prospectus commerciaux distribués dans les boîtes aux lettres (juin 1998-décembre 2001)
- sous-série 46 J : Fonds Joseph Bédier

#### Séries par genre de support
- série Fi  : Documents figurés et assimilés entrés par voie extraordinaire (référencés et présentés par sous-série distinctes). Pour le détail du contenu de chaque ensemble, consulter les inventaires en salle de lecture des Archives départementales de La Réunion. Pour un accès en ligne, consulter l'Iconothèque historique de l'océan Indien (mise en ligne 5 novembre 2011).

| Cotation                       | Description                                                                                   |
| ------------------------------ | --------------------------------------------------------------------------------------------- |
| 1 FI                           | Grands formats (supérieurs à 24 x 30)                                                         |
| 2 FI                           | Petits formats (inférieurs à 24 x 30)                                                         |
| 3 FI                           | Cote vacante (non attribuée).                                                                 |
| 4 FI                           | Diapositives                                                                                  |
| 5 FI                           | Collection des cartes postales des Archives départementales                                   |
| 6 FI                           | Affiches                                                                                      |
| À partir de la sous-série 7 FI | Fonds d'archives iconographiques distincts, classés par fonds au fur et à mesure des entrées. |

NB. La série provisoire CP Cartes et plans, non réglementaire, est en cours d'intégration dans les sous-séries ci-dessus, selon la nature et la provenance des documents qui la composent, au fur et à mesure de leur identification, de leur catalogage et de leur restauration.

#### Bibliothèque
- BIB : Bibliothèque administrative et historique des archives départementales
- LEB : Collection Marius et Ary Leblond (éditions originales)
- GB  : Grandes brochures
- PB  : Petites brochures
- PER : Périodiques réunionnais, (depuis 1794)

### Fonds complémentaires conservés ailleurs
Ne sont pas conservées aux archives départementales de La Réunion et constituent des fonds d'archives complémentaires :
ARCHIVES PUBLIQUES (France)
- les archives des administrations centrales relatives à la colonie puis au département de La Réunion, conservées essentiellement
1. aux Archives nationales d'outre-mer (Aix-en-Provence), et notamment :
La correspondance reçue des administrateurs des Mascareignes et les réponses qui leur ont été adressées (XVII-XVIIIe)
les archives de la direction des affaires politiques du ministère des colonies, XIXe-1959
les archives de l'Inspection générale des travaux publics
la série Généralités, la série géographique Réunion (1803-1928), et la série géographique Madagascar (1775-1940)
les minutes notariales les plus anciennes (double établi pour transmission à l'administration centrale en application de la législation et remise au Dépôt des papiers publics des colonies)
les registres paroissiaux et d'état civil (idem)
les archives des conservations des hypothèques et des conservations foncières (idem) : Saint-Denis (1807-1812, 1826-1911), Saint-Paul (1832-1862), Saint-Pierre (1862-1911)
les archives du bureau de recrutement de La Réunion (1889-1918)
2. au Centre historique des Archives nationales (Paris) :
3. au Centre des archives du monde du travail' (Roubaix) :
ARCHIVES TECHNIQUES DIVERSES (127 AQ) : 127 AQ 20-23	: Plans de locomotives et de wagons provenant du chemin de fer de la Réunion (1901-1935).
4. aux Archives diplomatiques du ministère des Affaires Étrangères' (centres de La Courneuve et Nantes)

- les archives des forces armées stationnées à La Réunion, à l'exception des registres matricules du recrutement militaire (1921-    ) pour La Réunion et les anciennes colonies françaises de l'océan Indien (Madagascar, La Réunion, Comores), versés chaque année par le Centre du service national de la caserne Lambert, pour le compte du Bureau central des archives administratives militaires (Pau) ;
- les archives de la région Réunion (service d'archives autonome) ;
- les archives des communes et établissement intercommunaux de La Réunion (services d'archives autonomes), sauf archives communales déposées anciennement aux Archives départementales ;
- les archives des études notariales de moins de soixante quinze ans d'âge (conservées dans les études, versées aux Archives départementales une fois échu le délai de 75 ans d'âge) ;
- les archives des tribunaux de moins de vingt-cinq ans d'âge (conservées au siège des juridictions, avant versement aux Archives départementales) ;

ARCHIVES PUBLIQUES (île Maurice)
Les archives antérieures à 1815 produites à l'Île-de-France durant la période française sont demeurées à l'Île Maurice (dossiers concernant l'administration des deux Îles principales, Île-de-France, siège du gouvernement principal  des Mascareignes, et Île Bourbon). Elles sont aujourd'hui conservées aux Archives nationales de l'Île Maurice. Une partie de ces archives est consultable aux Archives départementales de La Réunion sous forme de microfilms (1MIANM) et de reproductions papier (10 J : Fonds de notaires de l'Île Maurice).
NB. Les archives de l'administration instaurée à l'Île Bourbon sont conservées aux Archives départementales de La Réunion (série C°, BL, L), cf. supra.
ARCHIVES PRIVEES CONSERVEES DANS LES INSTITUTIONS PUBLIQUES (France)
- Centre historique des Archives nationales (Paris) :

Fonds Paul Devinat, député de Saône-et-Loire élu en 1946 chargé du contrôle de l'utilisation des crédits militaires, notamment à La Réunion en 1949-1957 (404AP)
- Centre d'histoire de Sciences-Po (Paris)

Fonds Michel Debré député de La Réunion de 1963 à 1993 (Série DE)
Fonds Pierre Bolotte, secrétaire général à la préfecture de Saint-Denis de la Réunion, septembre 1958 à 1962 (PB 12)
- Archives nationales d'outre-mer (Aix-en-Provence) :

Papiers Philibert, député de La Réunion en 1823 (13 APC 1)
Papiers De Mahy (35 APC 1 à 35 APC 12, 12 articles : papiers François de Mahy, médecin, député de La Réunion de 1870 à 1906)
Musée de la France d’outre-mer (83 APC 1 à 6, 6 articles)
Papiers Jean-Baptiste Bory de Saint-Vincent, s.d.  (1 PA 1)
Papiers Claudius Madrolle, 1895-1930 (42 PA 1 à 25)
Papiers Frappiers de Jérusalem , gouverneur général de l’Ile Bourbon, 1781-1826 (45 PA 1)
Papiers Auguste Toussaint, archiviste de l'Île Maurice, 1773-1973 (50 APOM 1 à 8)
- Cité de l'architecture et du patrimoine (Centre d'architecture du XXe siècle)

Fonds Bossu, Jean (1912-1983). 192 Ifa (cabinet parisien)
- Archives départementales d'Eure-et-Loir

Fonds Grandet-Bailly - Papiers de Claude Louis Bailly, secrétaire du gouverneur général puis commissaire de la marine à l'Île-de-France, liquidateur de la Compagnie française des Indes, 1679-1797 (15 J 1-92)
- Archives départementales de L'Hérault

Fonds de la famille Mourgue, 1662-2008, dont pièces concernant  Jeanne Eglé Fulcrande Catherine Mourgue (1778-1855), mariée le 30 prairial an VII à Montlhéry avec Philippe Panon-Desbassyns, de l'Île Bourbon, et son frère Jules Henry Elisabeth Mourgue, décédé le 26 octobre 1844 aux eaux de Salazie, dans l'île de la Réunion dont les témoignages sont précieux sur la famille Desbassyns (167 J 12, dossier 67-6 : correspondance de Jeanne Eglé Mourgue ; 167 J 12, dossier 68-3 : cahier intitulé "Abrégé de ma vie autant que je peux m'en souvenir" (vers 1801))  et notes manuscrites d'Edmond Mourgue (167 J).
- Archives départementales du Morbihan

Collection Bellanger, dont correspondance d'armateurs lorientais en lien avec l'Île Bourbon (40 J 1-61)
Archives de la famille Du Bois-Saint-Sevrin, XVIIIe – XXe siècles, dont correspondance, datant pour l’essentiel du premier quart du XIXe siècle, relative au commerce avec les Îles de France et de Bourbon (42 J 1-59)
- Archives départementales de Tarn-et-Garonne

Papiers de Jean-Daniel Dumas, premier gouverneur général des Mascareignes de 1766 à 1768 à la suite de la rétrocession de l'archipel au roi de France par la Compagnie des Indes orientales, 1721-1794 (20 J 43-62)
- Bibliothèque municipale de Caen (Seine-maritime)

Papiers du général Charles Mathieu Isidore Decaen, gouverneur général des Mascareignes de 1805 à 1810 (Catalogue de la bibliothèque de Caen, n° 281)
ARCHIVES PRIVEES CONSERVEES EN MAINS PRIVEES (France)
- les archives du diocèse et des paroisses de La Réunion (service d'archives autonome, à l'évêché de Saint-Denis).

## Services
Salle de lecture
Lu-jeu : 8 h. - 16 h. (pas de fermeture annuelle, mais fêtes légales françaises et 20 décembre férié). Parking gratuit ombragé à Champ Fleuri.
47 places (consultation d'originaux et microfilms conservés sur place ou demandés en consultation à La Réunion)
Collection des instruments de recherche (accès direct)
État civil sur microfilm
Recherches foncières (sur originaux et sur microfilm ; le service répond aux demandes de recherches par courrier)
4 postes de consultation Internet (Iconothèque historique de l'océan Indien
Reprographie
Reproductions papier et fichiers numériques (sur commande et pour les fichiers, fourniture d'un support de stockage vierge), payantes selon le tarif officiel du département (27 juin 2013)
Service éducatif et animation culturelle
- expositions (visite libre ou guidée, lundi-vendredi : 8h-16 h.), conférences et journées d'études
- accueil des scolaires (éducation artistique et culturelle) : prévisite des enseignants ; visites et travaux de groupe (sur rendez-vous)
- visites grand public (découverte du service et de l'atelier de restauration de documents) : 3e mercredi de chaque mois à 9 h. 30 (sur inscription préalable)
- Journées Portes ouvertes lors des Journées européennes du patrimoine (3e week-end de septembre)
- auditorium (80 places), salle pédagogique (30 places) : mise à disposition gratuite sur réservation
Permanences grand public : 
- Permanence du Cercle généalogique de Bourbon (tous les mardis matin, 9 h.-12 h.)
- Permanence foncière (recherches hypothécaires avant le 1er janvier 1956, recherches dans les archives de l'enregistrement, recherches cadastrales avant 1999 : tous les mercredis, 8 h. 30-12 h., 13 h.-15 h. 30)
Archives en ligne
Registres paroissiaux et état civil (3e collection). NB. Il s'agit de la troisième collection des registres paroissiaux et d'état civil de La Réunion conservé aux Archives nationales d'outre-mer.
Registres paroissiaux et d'état civil. Compléments conservés aux Archives départementales de La Réunion (compléments partiels aux fonds des ANOM)
Recensements de la population (1708-1779)
Registres d'affranchissement de 1832 et registres spéciaux de 1848
Grande collecte 1914-1918
Registres matricules militaires (classes 1919-1921)
Iconothèque historique de l'océan Indien (séries Fi, CP cartes et plans et J Archives privées pour les documents iconographiques)

## Pour approfondir